# Culex ceramensis
Culex ceramensis är en tvåvingeart som beskrevs av Sirivankarn och Kurihara 1973. Culex ceramensis ingår i släktet Culex och familjen stickmyggor. Inga underarter finns listade i Catalogue of Life.